# Обична чигра
Обична чигра  (лат. Sterna hirundo) је морска птица из породице Ларидае. Ова птица има циркумполарно распрострањеност, а њене четири подврсте се гнезде у умереним и субарктичким регионима Европе, Азије и Северне Америке. Снажно је миграторна врста, зимује у приобалним тропским и суптропским регионима. Одрасле јединке током размножавања имају светло сиви горњи део тела, бели до веома светло сиви доњи део тела, црну капу, наранџасто-црвене ноге и узак шиљати кљун. У зависности од подврсте, кљун може бити углавном црвен са црним врхом или потпуно црн. Постоји неколико сличних врста, укључујући делимично симпатричну арктичку чигру, које се могу разликовати по детаљима перја, боји ногу и кљуна или вокализацији.
Гнезди се у ширем распону станишта него било који њен сродник, обична чигра се гнезди на било којој равној, слабо вегетацијској површини близу воде, укључујући плаже и острва, и лако се прилагођава вештачким подлогама као што су плутајући сплавови. Гнездо може бити гола рупа у песку или шљунку, али је често обложено или окружено било каквим расположивим отпадом. Може се положити до три јаја, а њихове тамне боје и шарени шаре пружају камуфлажу на отвореној плажи. Инкубацију обављају оба пола, а јаја се излегу за око 21-22 дана, дуже ако колонију узнемиравају предатори. Паперјасти птићи добијају комплетно перје за 22-28 дана. Као и већина чигри, ова врста се храни зарањањем у потрази за рибом, било у мору или у слаткој води, али мекушци, ракови и други бескичмењачки плен могу чинити значајан део исхране у неким подручјима.
Јаја и младунци су подложни предаторству сисара попут пацова и америчке видрице, као и великих птица, укључујући галебове, сове и чапље. Обичне чигре могу бити заражене вашима, паразитским црвима и грињама, мада се чини да су крвни паразити ретки. Због велике популације и огромног подручја размножавања, ова врста је класификована као најмање угрожени таксон, иако је број у Северној Америци нагло опао последњих деценија. Упркос међународном законодавству које штити обичну чигру, у неким подручјима, популације су угрожене губитком станишта, загађењем или узнемиравањем колонија за размножавање .

## Таксономија
Обичне чигре су мале до средње велике морске птице уско сродне галебовима, поморницима и поморницима . Изгледају као галебови, али обично имају лакшу грађу, дугачка шиљата крила (што им омогућава брз и лежеран лет), дубоко рачваст реп, витке ноге и пловне кожице између стопала. Већина врста је сива одозго, а бела одоздо, и имају црну капу која је смањена или прошарана белом током сезоне ван парења.
Најближи сродници обичне чигре изгледа да су антарктичка чигра, затим следе евразијске арктичка и ружичаста чигра. Генетски докази указују на то да се обична чигра можда одвојила од групе предака раније него њени сродници. Нису познати фосили из Северне Америке, а они за које се тврди да се налазе у Европи су непознате старости и врсте.
Обичну чигру је први описао Карл фон Лине у свом значајном 10. издању "Systema Naturae" из 1758. године под њеним садашњим научним именом, Sterna hirundo. Реч „Stearn“ се користила у староенглеском језику, а сличну реч су користили Фризијанци за птице. „Stearn“ се појављује у песми „Мореплавац“, написаној око 1000. године нове ере. Карл фон Лине је усвојио ову реч за име рода Sterna. Латински за ластавицу је hirundo, и овде се односи на површну сличност чигре са том птицом која није у сродству, а која има сличну лагану грађу и дугачак рачвасти реп. Ова сличност такође доводи до неформалног имена „морска ласта“, забележеног најмање од седамнаестог века. Шкотска имена picktarnie, tarrock и њихове бројне варијанте се такође сматрају ономатопејским, изведеним од карактеристичног оглашавања. Због тешкоћа у разликовању ове две врсте, сва неформална уобичајена имена деле се са арктичком чигром. Постојала је извесна неизвесност око тога да ли се назив Sterna hirundo треба односити на обичну или арктичку чигру, јер су врсте веома сличне и обе се јављају у Шведској. Шведски зоолог Ејнар Ленберг је 1913. године закључио да се биномно име Sterna hirundo односи на обичну чигру.
Четири подврсте обичне чигре су генерално препознате, иако је Sterna hirundo minussensis се понекад сматра интерградом између Sterna hirundo hirundo и Sterna hirundo longipennis.
| Подврста                                  | Слика                   | Подручје гнежђења                                                                         | Карактеристичне карактеристике |
| ----------------------------------------- | ----------------------- | ----------------------------------------------------------------------------------------- | --- |
| Sterna hirundo hirundo Linnaeus, 1758     | Нортамберленд, УК       | Европа, Северна Африка, Азија источно до западног Сибира и Казахстана, и Северна Америка. | Разлике између северноамеричких и евроазијских популација су минималне. Северноамеричке птице у просеку имају нешто краћу дужину крила, а обим црног врха на горњој мандибули је обично мањи него код птица из Скандинавије и даље на исток у Евроазији. Удео црне боје на кљуну је минималан на западу Европе, тако да су британски одгајивачи веома слични северноамеричким птицама у том погледу. |
| Sterna hirundo tibetana Saunders, 1876    | Долина Катмандуа, Непал | Хималаји до јужне Монголије и Кине.                                                       | Као номинована подврста, али са краћим кљуном и ширим црним врхом. |
| Sterna hirundo minussensis Sushkin, 1925  | Новосибирск, Русија     | Бајкалско језеро источно до северне Монголије и јужног Тибета.                            | Блеђи горњи део тела и крила него код Sterna hirundo longipennis, црни кљун. |
| Sterna hirundo longipennis Nordmann, 1835 | Хебеј, Кина             | Централни Сибир до Кине, такође Аљаска.                                                   | Тамније сиве боје од номиниране подврсте, са краћим црним кљуном, тамнијим црвено-смеђим ногама и дужим крилима. |

## Опис
Номинована подврста обичне чигре је 31-35 цм дугачка, укључујући 6-9 цм "виљушку" репа, са 77-98 цм распоном крила. Тежи 110-141 гр. Одрасле јединке током размножавања имају бледо сиви горњи део тела, веома бледо сиви доњи део тела, црну капу, наранџасто-црвене ноге и узак шиљати кљун који може бити углавном црвен са црним врхом или потпуно црн, у зависности од подврсте. Горња крила обичне чигре су бледо сива, али како лето одмиче, тамне осовине перја на спољном перју постају огољене, а на крилима се појављује сиви клин. Сапина и реп су бели, а код птице у стојећем положају дугачак реп се не протеже даље од преклопљених врхова крила, за разлику од арктичких и ружичастих чигри код којих реп вири изван крила. Нема значајних разлика између полова. Код одраслих јединки које су у негнездећем перју чело и доњи део тела постају бели, кљун је потпуно црн или црн са црвеном основом, а ноге су тамноцрвене или црне. Горња крила имају очигледно тамно подручје на предњој ивици крила, карпалну шипку. Чигре које се нису успешно гнездиле могу се пресвући у одрасло гнездеће перје почетком јуна, мада је крај јула типичнији, при чему се пресвлачење прекида током миграције. Такође постоје и извесне географске варијације; калифорнијске птице често имају негнездече перје током миграције.
Младе обичне чигре имају бледо сива горња крила са тамном карпалном траком. Теме и потиљак су смеђи, а чело је риђе, које до јесени постаје бело. Горњи делови су риђожути са смеђим и белим љускама, а репу недостају дугачка спољна пера одрасле јединке. Птице у свом првом постјувенилном перју, које обично остају у својим подручјима за зимовање, подсећају на одрасле негнездеће јединке, али имају тамнију круну, тамнију карпалну траку и често веома излизано перје. До друге године, већина младих чигри се или не разликује од одраслих или показује само мање разлике попут тамнијег кљуна или белог чела.
Обична чигра је окретан летач, способан за брзе окрете и облетања, лебдење и вертикално полетање. Када лети са рибом, лети близу површине при јаком чеоном ветру, али 10-30 м изнад воде при пратећем ветру. Осим ако не мигрира, обично остаје испод 100 м, и у просеку 30 км/ч у одсуству ветра у леђа. Њена просечна брзина лета током ноћне миграције је 43-54 км/ч на висини од 1.000-3.000 м.

### Митарење
Млади јединке се пресвлаче у одрасло перје у првом октобру; прво се замењује перје на глави, репу и телу, углавном до фебруара, а затим и перје на крилима. Примарна пера се мењују у фазама; прво се митари најдубље перје, затим се замена обуставља током зиме (птице овог узраста остају у својим зимским подручјима) и поново почиње у јесен. Од маја до јуна друге године почиње сличан низ митарења, са паузом током примарног митарења за птице које се враћају на север, али не и за оне које остају у зимским боравиштима. Главно пресвлачење перја за одрасле јединке током периода од фебруара до јуна, при чему се замењује између четрдесет и деведесет процената перја. Старо примарно перје се троши откривајући црнкасте бодље испод. Образац митарења значи да су најстарија пера она најближа средини крила, тако да како лето на северу одмиче, на крилу се појављује тамни клин због овог процеса старења пера.
Чигре су необичне по учесталости којом митаре своје примарно перје, које замењују најмање два пута, повремено три пута годишње. Видљива разлика у старости перја наглашена је већом ултраљубичастом рефлексијом нових примарних јединки, а свежину перја на крилима женке користе при избору партнера. Искусне женке фаворизују партнере који најбоље показују своју кондицију кроз квалитет перја на крилима. Ретко, веома рано митарење у колонији гнезда повезано је са неуспехом у размножавању, при чему су и почетак митарења и репродуктивно понашање повезани са падом нивоа хормона пролактина.

### Сличне врсте
Постоји неколико чигри сличне величине и општег изгледа као што је обична чигра. Традиционално тешка врста за раздвајање је арктичка чигра, и док се кључне карактеристике нису разјасниле, удаљене или летеће птице ове две врсте су често заједно бележене као „commic terns“. Иако сличне величине, ове две чигре се разликују по грађи и лету. Обична чигра има већу главу, дебљи врат, дуже ноге и троугластија и чвршћа крила од свог рођака, и има снажнији, директнији лет. Арктичке чигре имају сивији доњи део тела од обичне чигре, што чини њихове беле образе уочљивијим, док сапи обичне чигре могу бити сивкасте у гнездећем перју, у поређењу са белим перјем њеног сродника. Обична чигра развија тамни клин на крилима како сезона парења одмиче, али крила арктичке чигре остају бела током целог северног лета. Сва пера за летење арктичке чигре су провидна на светлом небу, само четири најдубља пера на крилима обичне чигре деле ово својство. Задња ивица спољашњих летних пера је танка црна линија код арктичке чигре, али дебља и мање дефинисана код обичне чигре. Кљун одрасле обичне чигре је наранџастоцрвене боје са црним врхом, осим код црнокљуне Sterna hirundo longipennis, а ноге су јој јарко црвене, док су обе карактеристике тамније црвене боје код арктичке чигре, којој такође недостаје црни врх кљуна.
У подручјима гнежђења, ружичаста чигра се може препознати по бледом перју, дугом, углавном црном кљуну и веома дугим репнoм перју. Перје негнездеће ружичасте чигре је бледо одозго и бело, понекад ружичасто, одоздо. Задржава дугачке репне траке и има црни кљун. У лету, тежа глава и врат ружичасте чигре, дугачак кљун и бржи, чвршћи замахи крила су такође карактеристични. Храни се даље на мору него обична чигра. У Северној Америци, форстерова чигра у гнездећем перју је очигледно већа од обичне, са релативно кратким крилима, тешком главом и дебелим кљуном, и дугим, снажним ногама; код негнездећег перја, њена бела глава и тамни део ока чине америчку врсту непогрешивом. за препознавање.
У регионима зимовања постоје и врсте које изазивају збуњеност, укључујући антарктичку чигру јужних океана, јужноамеричку чигру, аустралазијску белочелу чигру и белолику чигру Индијског океана. Разлике у перју због „супротних“ сезона парења могу помоћи у идентификацији. Антарктичка чигра је снажнија од обичне, са тежим кљуном. У условима за размножавање, њени тамни доњи делови тела и потпуно црна капа оцртавају белу пругу на образима. Код птица које се не гнезде, недостаје им или има само нејасну карпалну траку, а младе птице показују тамне траке на терцијалним крилима, очигледне на затвореним крилима и у лету. Јужноамеричка чигра је већа од обичне, са већим, закривљенијим црвеним кљуном и глађом, опсежнијом црном капом у негнездећем перју. Као и антарктичка чигра, недостаје јој јака карпална пречка код птица које се не гнезде, а такође дели и карактеристичну пречку код терцијалних зглобова код младих птица. Белочела чигра има бело чело у гнездећем перју, тежи кљун, а у негнездећем перју је светлија одоздо него обична чигра, са белим доњим крилима. Белолика чигра је мања, има једнолично сиве горње делове тела, а током парења је тамније перје одозго са бељим образима.
Младе обичне чигре се лако разликују од птица сродних врста сличне старости. Показују изражену риђу боју на леђима и имају бледу базу кљуна. Младе арктичке чигре имају сива леђа и црни кљун, а младе ружичасте чигре имају карактеристично шкољкасто „седло“. Забележени су хибриди између обичне и ружичасте чигре, посебно у САД, а средње перје и звуци које ове птице показују представљају потенцијалну замку за идентификацију. Такве птице могу имати више црне боје на кљуну, али потврда мешаног парења може зависити од тачних детаља појединачних летних пера.

### Оглашавање
Обичне чигре имају широк репертоар оглашавања, који имају нижи тон од еквивалентних оглашавања арктичких чигри. Најкарактеристичнији звук је алармни "КИ-ја", наглашен на првом слогу, за разлику од акцента на другом слогу код арктичке чигре. Узбуна служи и као упозорење уљезима, мада озбиљне претње изазивају "кјар", који се даје док чигра полеће, и смирује обично бучну колонију док њена популација процењују опасност. Неразговетни "кееур" се чује када се одрасла јединка приближава гнезду носећи рибу и могуће је да се користи за индивидуално препознавање (птићи излазе из скровишта када чују своје родитеље кад се овако оглашавају). Још један уобичајени позив је"кип" којим се оглашавају током друштвеног контакта. Остале вокализације укључују "какакакака" при нападу на уљезе и стакато "кек-кек-кек" код мужјака који се боре.
Одрасли и птићи могу се лоцирати оглашавањем, а браћа и сестре такође препознају међусобне вокализације отприлике дванаестог дана од излегања, што помаже да се легло одржи на окупу.

## Распрострањеност и станиште
Већина популација обичне чигре је снажно миграторна, зимујући јужно од својих умерених и субарктичких подручја гнежђења на северној хемисфери. Прве летње птице обично остају у својим зимским становиштима, мада се неколико њих враћа у колоније за размножавање неко време након доласка одраслих. У Северној Америци, обична чигра се гнезди дуж атлантске обале од Лабрадора до Северне Каролине, и у унутрашњости већег дела Канаде источно од Стеновитих планина. У Сједињеним Државама, неке популације које се гнезде могу се наћи и у државама које се граниче са Великим језерима, а локално и на обали Мексичког залива. У Карибима постоје мале, само делимично миграторне колоније; оне се налазе на Бахамима и Куби, и код Венецуеле у архипелазима Лос Рокес и Лас Авес.
Птице Новог света зимују дуж обе обале Централне и Јужне Америке, до Аргентине на источној обали и до северног Чилеа на западној обали. Записи из Јужне Америке и са Азора показују да неке птице могу прећи Атлантик у оба смера током своје миграције.
Обичне чигре се гнезде широм већег дела Европе, са највећим бројем на северу и истоку континента. Мале популације постоје на северноафричкој обали, као и на Азорима, Канарским острвима и Мадеири . Већина птица зимује код западне или јужне Африке, птице са југа и запада Европе теже да остану северно од екватора, док се друге европске птице крећу даље на југ. Ареал гнежђења се наставља преко умерених и тајгастих зона Азије, са раштрканим испостављеним стаништима у Персијском заливу и на обали Ирана. Мале популације се размножавају на острвима код Шри Ланке, и у региону Ладак на тибетанском платоу. Птице западне Азије зимују у северном Индијском океану, а Sterna hirundo tibetana изгледа да је уобичајена код источне Африке током зиме на северној хемисфери. Птице са даљег севера и истока Азије, као што је Sterna hirundo longipennis, крећу се кроз Јапан, Тајланд и западни Пацифик све до јужне Аустралије. У западној Африци, Нигерији и Гвинеји Бисао постоје мале и нередовне колоније, необичне по томе што се налазе унутар подручја које је углавном подручје за зимовање. Само неколико обичних чигри је забележено на Новом Зеланду, а статус ове врсте у Полинезији је нејасан. Птица прстенована на гнезду у Шведској пронађена је мртва на острву Стјуарт, на Новом Зеланду, пет месеци касније, након што је прелетела процењених 25.000 км.
Као мигранти на велике удаљености, обичне чигре се понекад јављају далеко изван свог уобичајеног подручја. Птице луталице су пронађене у унутрашњости Африке (Замбија и Малави), као и на Малдивима и Коморским острвима; номинована подврста је стигла до Аустралије, Анда и унутрашњости Јужне Америке. Азијац Sterna hirundo longipennis има скорашње записе из западне Европе.
Обична чигра се гнезди у ширем распону станишта него било која њена рођака, гнездећи се од азијске тајге до тропских обала, и на надморским висинама до 2.000 м у Јерменији и 4.800 м у Азији. Избегава подручја која су често изложена прекомерној киши или ветру, као и леденим водама, тако да се не гнезди тако далеко на северу као арктичка чигра. Обича чигра се гнезди близу слатке воде или мора на готово сваком отвореном равном станишту, укључујући пешчане или шљунковите плаже, чврсте дине, слане мочваре или, најчешће, острва. Равни травњаци или вресишта, или чак велике равне стене могу бити погодне у острвском окружењу. У мешовитим колонијама, обичне чигре ће толерисати нешто дужу приземну вегетацију од арктичких чигара, али ће избећи још виши раст који је прихватљив за ружичасте чигре; релевантан фактор овде је различита дужина ногу ове три врсте. Чигре се лако прилагођавају вештачким плутајућим сплавовима, а могу се чак и гнездити на равним фабричким крововима. Необична места за гнежђење укључују бале сена, пањ 0.6 м изнад воде и плутајућих трупаца или вегетације. Постоји запис о обичној чигри која је преузела гнездо пегаве полојке и положила њена јаја са јајима ове птице. Ван сезоне парења, све што је потребно у погледу станишта је приступ риболовним подручјима и место за искрцавање. Поред природних плажа и стена, чамци, бове и пристаништа се често користе и као места за одмор и као ноћна склоништа.

## Понашање

### Територија
Чигра се гнезди у колонијама које обично не прелазе две хиљаде парова, али повремено могу бројати више од двадесет хиљада парова. Колоније у унутрашњости су обично мање него на обали. Обичне чигре се често гнезде поред других приобалних врста, као што су арктичке, ружичасте и дугокљуне чигре, речних галебова и црног водосека. Посебно у раном делу сезоне парења, без познатог разлога, већина или све чигре ће летети у тишини ниско и брзо ка мору. Овај феномен се назива „dread“.
По повратку на места за гнежђење, чигре могу да се задржавају неколико дана пре него што се населе на одређеној територији, а сам почетак гнежђења може бити повезан са великом доступношћу рибе. Чигре бране само мало подручје, а удаљеност између гнезда понекад је само 50 цм, иако 150-350 цм је типичније. Као и код многих птица, исто место се поново користи из године у годину, са забележеним повратком једног пара током 17 узастопних сезона размножавања. Око деведесет процената искусних птица поново користи своју бившу територију, тако да младе птице морају да се гнезде на периферији, пронађу напустеног партнера или да се преселе у другу колонију. Мужјак бира територију за гнежђење неколико дана након свог доласка у пролеће, а придружује му се и претходна партнерка, осим ако она не закасни више од пет дана, у ком случају се пар може раздвојити.
Изгледа да се парење међу блиским сродницима Sterna hirundo пасивно избегава имиграцијом и расељавањем, а не сродничком дискриминацијом и избором партнера.
Територију углавном брани мужјак, који одбија уљезе оба пола. Он даје знак за узбуну, рашири крила, подиже реп и сагиње главу да покаже црну капу. Ако уљез истраје, мужјак престаје да дозива и бори се кљуном док се уљез не преда подижући главу како би открио грло. Ваздушни уљези се једноставно нападају, понекад након заједничког спиралног лета навише. Упркос агресији коју показују prema одраслима, лутајући пtићи се обично толеришу, док би у колонији галебова били нападнути и убијени. Гнездо се брани док пtићи не полете, а сви одрасли у колонији ће колективно одбијати потенцијалне предаторе.

### Гнежђење
Парови се успостављају или потврђују кроз ваздушне демонстрације удварања у којима мужјак и женка лете у широким круговима до 200 м или више, дозивајући се све време, пре него што се две птице спусте заједно у цик-цак спуштању. Ако мужјак носи рибу, може привући пажњу и других мужјака. На земљи, мужјак се удвара женки кружећи око ње са подигнутим репом и вратом, главом окренутом надоле и делимично отвореним крилима. Ако она одговори, обоје могу заузети положај са главом окренутом ка небу. Мужјак може задиркивати женку рибом, не растајући се са својом понудом док му она довољно не покаже. Када се удварање заврши, мужјак прави плитко удубљење у песку, а женка гребе на истом месту. Може се десити неколико покушаја док се пар не смести на место за стварно гнездо. Јаја могу бити положена на голи песак, шљунак или земљу, али се често додаје облога од отпадака или вегетације ако је доступна, или гнездо може бити окружено морским алгама, камењем или шкољкама. Гнездо у облику тањира је обично 4 цм дубоко и 10 цм по дужини, али се може протезати и до 24 цм ширине, укључујући околни декоративни материјал. Успех размножавања у подручјима склоним поплавама побољшан је обезбеђивањем вештачких простирки направљених од морске траве, што подстиче чигре да се гнезде на вишим, мање рањивим подручјима, јер многе више воле простирке од морске траве него голи песак. Обична чигра има тенденцију да користи више материјала за гнездо него ружичасте или арктичке чигре, иако ружичасте често прави гнездо у подручјима са више растуће вегетације.
Чигре су веште у проналажењу својих гнезда у великој колонији. Студије показују да чигре могу пронаћи и ископати своја јаја када су закопана, чак и ако се материјал за гнездо уклони и песак заравна. Пронаћи ће гнездо постављено 5 м са своје првобитне локације, или чак даље ако се помера у неколико фаза. Јаја се прихватају ако су преобликована пластелином или обојена жутом (али не црвеном или плавом) бојом. Ова способност лоцирања јаја је адаптација на живот у нестабилном, ветровитом и плимном окружењу.
Врхунац производње јаја је почетак маја, при чему неке птице, посебно оне које се први пут паре, полажу јаја касније у месецу или у јуну. Величина гнезда је обично три јаја; већа гнезда вероватно настају када две женке полажу јаја у исто гнездо. Просечна величина јајета је 41 мм x 31 mm, иако је свако наредно јаје у леглу нешто мање од првог положеног. Просечна тежина јајета је 20.2 gr, од чега је пет процената љуска. Тежина јајета зависи од тога колико је женка добро храњена, као и од њеног положаја у леглу. Јаја су кремасте, жућкасте или бледо смеђе боје, обележена пругама, пегама или мрљама црне, смеђе или сиве боје које помажу у њиховој камуфлажи. Инкубацију обављају оба пола, мада чешће женка, и траје 21–22 дана, продужавајући се до 25 дана ако постоје чести поремећаји у колонији који узрокују да одрасле јединке остављају јаја без надзора; ноћно предаторство може довести до инкубације која траје и до 34 дана. У врелим данима, родитељ који инкубира јаја може одлетети до воде да окваси перје на стомаку пре него што се врати јајима, чиме се јајима пружа извесно хлађење. Осим када колонија претрпи катастрофу, деведесет посто јаја се излегне. Поткрушац је жућкаст са црним или смеђим ознакама, и, као и јаја, сличан је еквивалентном стадијуму арктичке чигре. Птићи добијају комплетно перје за 22–28 дана, обично за 25–26. Младе птице се хране у гнезду око пет дана, а затим прате одрасле особе у риболовним експедицијама. Младе птице могу добијати додатну храну од родитеља до краја сезоне парења, па и дуже. Забележено је да обичне чигре хране своје потомство током миграције и на зимовницима, барем док се одрасле јединке не преселе даље на југ око децембра.
Као и многе чигре, ова врста је веома дефанзивна према свом гнезду и младунцима и узнемираваће људе, псе, бизамске пацове и већину дневних птица, али за разлику од агресивније арктичке чигре, ретко напада уљеза, обично скрећући у последњем тренутку. Одрасли могу да разликују појединачне људе, нападајући познате људе интензивније него странце. Ноћни предатори не изазивају сличне нападе; колоније могу бити уништене од стране пацова, а одрасле јединке напуштају колонију и до осам сати када су присутне америчке буљине.
Обичне чигре се обично размножавају једном годишње. Друго легло је могућа ако се прво изгуби. Ретко се дешава да се друго легло положи и инкубира док се неки птићи из првог легла још увек хране. Први покушај парења је обично са четири године, понекад са три године. Просечан број младунаца по пару који преживе до излетања може варирати од нуле у случају поплаве колоније до преко 2,5 у доброј години. У Северној Америци, продуктивност је била између 1,0 и 2,0 на острвима, али мања од 1,0 на приобалним и унутрашњим локацијама. Птице постају успешније у одгајању птића са годинама. Ово се наставља током целог њиховог периода размножавања, али највећи пораст је у првих пет година. Максимални документовани животни век у дивљини је 23 године године у Северној Америци и 33 година у Европи, али дванаест година је типичнији животни век.

### Исхрана и храњење
Као и све чигре из породице Sterna, обична чигра се храни зароном у потрази за рибом, са висине од 1-6 м, било у мору или у слатководним језерима и великим рекама. Птица може да потоне на секунду или нешто дуже, али не више од 50 цм испод површине. Када тражи рибу, ова чигра лети главом надоле и са кљуном спуштемним ка води. Може кружити или лебдети пре него што зарони, а затим се директно зарони у воду, док арктичка чигра преферира технику „степенастог лебдења“, а ружичаста чигра рони брзином са веће висине и зарони дубље. Обична чигра обично се храни до 5-10 км далеко од колоније за размножавање, понекад и до 15 км. Пратиће јата риба, а на његову западноафричку миграциону руту утиче локација огромних јата сардина код обале Гане; такође ће пратити групе грабљивих риба или делфина, који чекају да њихов плен буде избачен на површину мора. Чигре се често хране у јатима, посебно ако има хране у изобиљу, а стопа успеха риболова у јату је обично за око једну трећину већа него код јединки.
Чигре имају црвене капљице уља у ћелијама конуса мрежњаче својих очију. Ово побољшава контраст и изоштрава вид на даљину, посебно у магловитим условима. Птице које морају да виде кроз границу ваздух/вода, попут чигри и галебова, имају јаче обојене каротеноидне пигменате  него друге врсте птица. Побољшани вид помаже чиграма да лоцирају јата риба, мада је неизвесно да ли оне посматрају фитопланктон којим се рибе хране или друге чигре како роне у потрази за храном. Чигрине очи нису посебно осетљиве на ултраљубичасто зрачење, што је адаптација која је више прилагођена копненим птицама попут галебова.
Обична чигра преферира да лови рибу 5-15 цм дужине. Врсте које се лове зависе од онога што је доступно, али ако постоји избор, чигре које хране неколико птића узеће већи плен од оних са мањим леглом. Удео рибе којом се хране птићи може бити чак деведесет пет процената у неким подручјима, али бескичмењачки плен може чинити значајан део исхране на другим местима. Ово може да укључује црве, пијавице, мекушце попут малих лигњи и ракове (козице, шкампе и мале крабе). У слатководним подручјима могу се уловити велики инсекти, као што су бубе, гундељи и мољци. Одрасли инсекти могу бити ухваћени у ваздуху, а ларве сакупљене са земље или са површине воде. Плен се хвата кљуном и или прогута главом напред, или се носи назад птићима. Понекад се две или више малих риба могу носити истовремено. Када одрасле јединке носе храну назад у гнездо, препознају своје младунце по оглашавању, а не визуелном идентификацијом.
Обична чигра може покушати да украде рибу од арктичких чигри, али је могу узнемиравати клептопаразитски поморници, амерички црноглави галебови , ружичасте чигре, или друге обичне чигре док доноси рибу назад у своје гнездо. У једној студији, два мужјака чије су партнерке угинуле проводила су доста времена крадући храну из суседних легла.
Чигре обично пију у лету, обично преферирајући морску воду у односу на слатку, ако су обе воде доступне. Птићи не пију пре него што се оперјају, поново апсорбују воду и, као и одрасли, излучују вишак соли у концентрованом раствору из специјализоване носне жлезде. Рибље кости и тврди егзоскелети ракова или инсеката се избацују у облику пелета. Одрасле јединке лете са гнезда да би обавиле нужду, а чак и мали птићи прелазе кратку удаљеност од гнезда како би одложили свој измет. Одрасле јединке које нападају животиње (укључујући и људе) често ће вршити нужду док пониру, често успешно загађујући уљеза.

## Предатори и паразити
Пацови ће јести јаја чигре, а могу чак и складиштити велике количине у скривеним складиштима, а америчка видрица је важан предатор излеглих птића, како у Северној Америци, тако и у Шкотској где је уведена. Црвена лисица такође може бити локални проблем. Пошто се обичне чигре гнезде на острвима, најчешћи предатори су обично друге птице, а не сисари. шљука камењарка ће узимати јаја из напуштених гнезда, а галебови могу узимати птиће. Америчке буљине и ритске сове ће убити и одрасле и птиће, а гакови ће такође јести мале птиће. Мали соколови и сиви соколови могу напасти чигре у лету; као и код других птица, чини се вероватним да је једна од предности понашања у јату збуњивање предатора који брзо лете.
Обична чигра је домаћин пернатим вашима, које се прилично разликују од оних које се налазе код арктичких чигара, упркос блиском сродству ове две птице. Такође може бити заражен паразитским црвима, као што су широко распрострањене врсте Diphyllobothrium, паразит Ligula intestinalis и врсте Schistocephalus које првобитно преносе рибе. Пантљичаре из породице Cyclophyllidea такође могу заразити ову врсту. Гриња Reighardia sternae пронађена је код обичних чигри из Италије, Северне Америке и Кине. Студија спроведена на 75 гнездећих обичних чигри открила је да ниједна није носила крвне паразите. Колоније су погођене птичјом колером и орнитозом, и могуће је да ће обична чигра у будућности бити угрожена епидемијама птичјег грипа на који је подложна. Године 1961, обична чигра је била прва врста дивљих птица идентификована као заражена птичјим грипом, а варијанта H5N3 је пронађена код птица у Јужној Африци.

## Статус
Чигра је класификована као најмање угрожени таксон на Црвеној листи IUCN-а. Има велику популацију од 1,6 до 3,3 милиона. зрелих јединки и огромног подручја размножавања процењеног на 84.300.000 km2. Процењује се да је број обичних чигри који се гнезди између четврт и пола милиона парова, а већина се гнезди у Азији. Око 140 хиљада парова се гнезди у Европи. Мање од осамдесет хиљада парова се гнезди у Северној Америци, при чему се већина гнезди на североисточној атлантској обали , а популација од мање од десет хиљада парова се гнезди у региону Великих језера.
У деветнаестом веку, употреба перја и крила чигре у производњи шешира била је главни узрок великог смањења популације обичне чигре у Европи и Северној Америци, посебно на атлантским обалама и у унутрашњости. Понекад су се целе птице користиле за израду шешира. Бројност се углавном опоравила почетком двадесетог века, углавном захваљујући законским прописима и раду организација за заштиту природе Иако су неке евроазијске популације стабилне, број у Северној Америци је опао за више од седамдесет процената у последњих четрдесет година, а постоји и општи негативан тренд у глобалним проценама за ову врсту.
Претње долазе од губитка станишта услед изградње, загађења или раста вегетације, или узнемиравања птица које се гнезде од стране људи, возила, чамаца или паса. Локалне природне поплаве могу довести до губитка гнезда, а неке колоније су подложне предаторству од стране пацова и великих галебова. Галебови се такође такмиче са чиграма за места за гнежђење. Неке птице се лове на Карибима ради комерцијалне продаје као храна. Успех размножавања може се побољшати употребом плутајућих сплавова за гнежђење, вештачких острва или других вештачких места за гнежђење, као и спречавањем људског узнемиравања. Зарасла вегетација може се спалити да би се очистило тло, а галебови могу бити убијени или обесхрабрени намерним узнемиравањем од стране људи. Контаминација полихлорованим бифенилима (ПЦБ) довела је до повећаног нивоа феминизације код мушких ембриона, што је изгледа нестајало пре добијања комплетног перја код младунаца, без утицаја на продуктивност колоније, али је дихлордифенилдихлоретилен (ДДЕ), који настаје разградњом ДДТ-а, довео до веома ниског нивоа успешног размножавања на неким локацијама у САД.
Обична чигра је једна од врста на које се примењују Споразум о очувању афричко-евроазијских птица селица (AEWA) и Закон о споразуму о птицама селицама између САД и Канаде из 1918. године. Стране споразума AEWA су дужне да се укључе у широк спектар стратегија заштите описаних у детаљном акционом плану. План је намењен решавању кључних питања као што су очување врста и станишта, управљање људским активностима, истраживање, образовање и имплементација. Северноамеричко законодавство је слично, иако се већи нагласак ставља на заштиту.

## Галерија
- Јаје, колекција Музеј Висбаден
- Гнездо, Елистон, Њуфаундленд и Лабрадор
- Гнездо у Ебро Делти, Тарагона, Каталонија, Шпанија
- Три јаја у гнезду на Острву великих галебова
- Птић на острву на обали Мејна
- Лебдење и оглашавање да би одвратила уљезе на Острву великих галебова
- Јесењи младунац у Масачусетсу има бело чело, који је изгубио црвену боју карактеристичну за млађе птице
- Плутајућа платформа у Немачкој која обезбеђује вештачки простор за гнежђењe